# 池金町
池金町（いけがねちょう）は愛知県岡崎市東部地区の町名。丁番を持たない単独町名であり、28の小字が設置されている。

## 地理
岡崎市の南東に位置する。小字と1つの番地を持つ。

### 河川
- 鉢地川
- 立川

### 小字
| - 字池田（いけだ） - 字金山（かなやま） - 字上池田（かみいけだ） - 字上大入（かみおおいり） - 字上大久後（かみおおくご） - 字上大沢（かみおおさわ） - 字上北山（かみきたやま） - 字上外田（かみそとだ） - 字狩又（かりまた） - 字切間（きれま） | - 字下池田（しもいけだ） - 字下大入（しもおおいり） - 字下大久後（しもおおくご） - 字下大沢（しもおおさわ） - 字下落合（しもおちあい） - 字下北山（しもきたやま） - 字下外田（しもそとだ） - 字瀬戸田（せどた） - 字外畑（そとばた） | - 字椿沢（つばきざわ） - 字タナダ（たなだ） - 字中大入（なかおおいり） - 字中外田（なかそとだ） - 字西上落（にしかみおち） - 字西下落（にししもおち） - 字東上落（ひがしかみおち） - 字椋路地（むくろじ） - 字豊新田（ゆたかしんでん） |

## 世帯数と人口
2019年（令和元年）5月1日現在の世帯数と人口は以下の通りである。
| 町丁   | 世帯数  | 人口  |
| ------ | ------- | ----- |
| 池金町 | 171世帯 | 473人 |

### 人口の変遷
国勢調査による人口の推移
| 1995年（平成7年）  | 552人 | [ 5 ] |  |
| 2000年（平成12年） | 508人 | [ 6 ] |  |
| 2005年（平成17年） | 512人 | [ 7 ] |  |
| 2010年（平成22年） | 491人 | [ 8 ] |  |
| 2015年（平成27年） | 482人 | [ 9 ] |  |

## 小・中学校の学区
市立小・中学校に通う場合、学区は以下の通りとなる。
| 番・番地等 | 小学校             | 中学校             |
| ---------- | ------------------ | ------------------ |
| 全域       | 岡崎市立山中小学校 | 岡崎市立東海中学校 |

## 歴史
額田郡池金村を前身とする。

## 交通
道路
- 東名高速道路
  - 通過するのみである
- 愛知県道324号生平幸田線（保母道）

## 施設

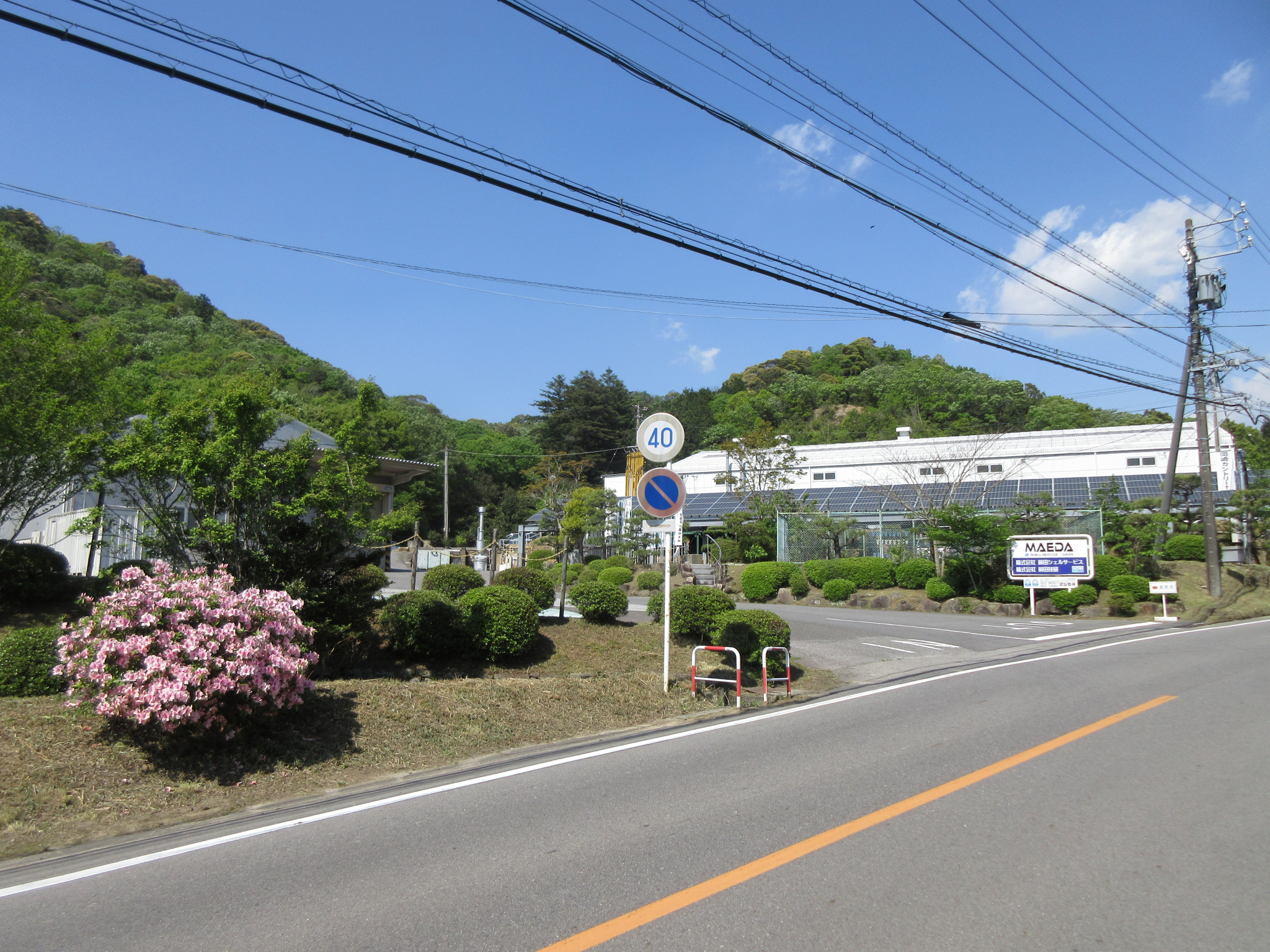
前田シェルサービス本社

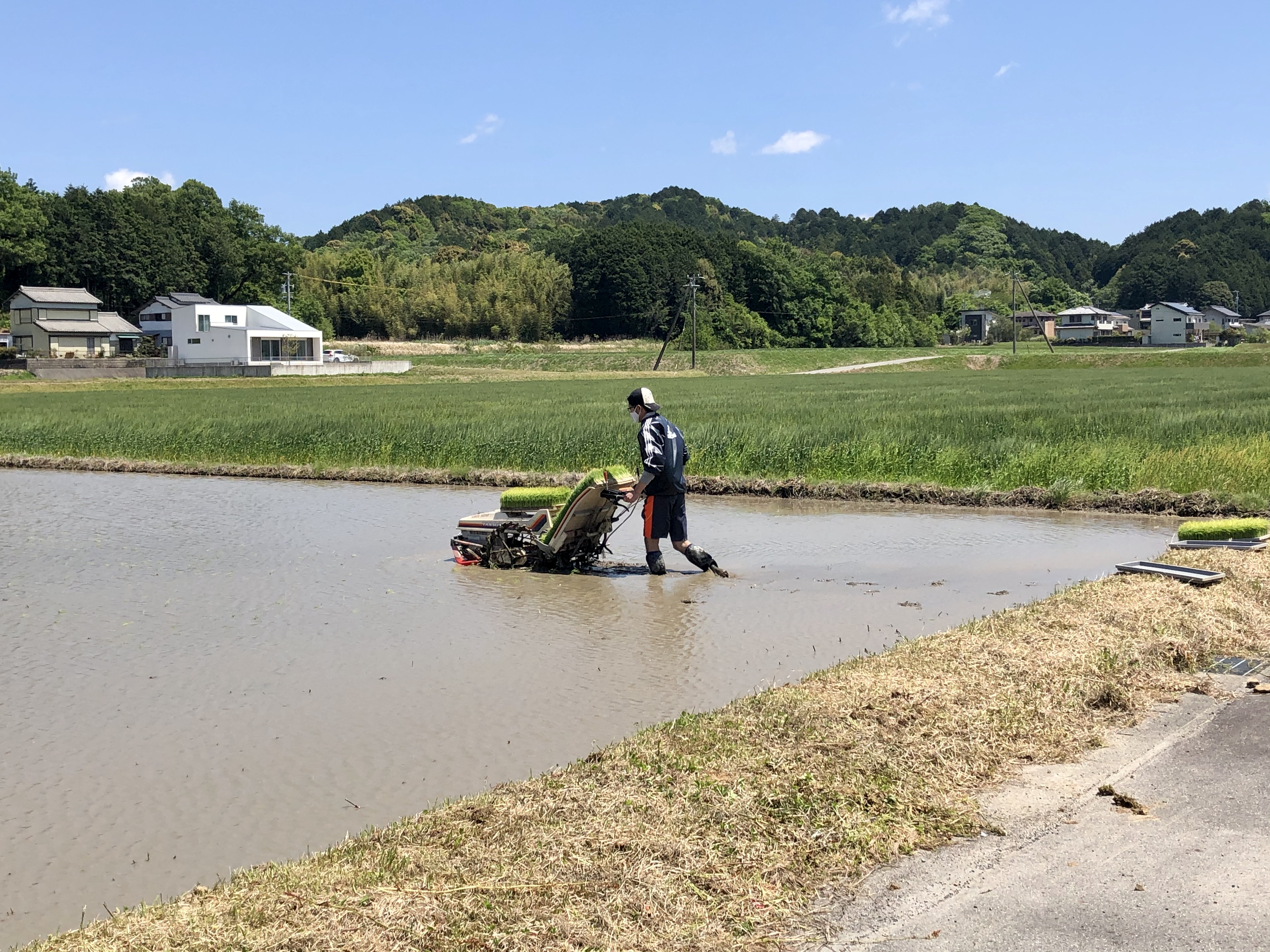
田植えの風景

- 北山湿地
- 池金公民館
- 池金神社
- 神明社
- 前田シェルサービス 本社
- 岡崎カントリー倶楽部

## その他

### 日本郵便
- 郵便番号 : 444-3501[3]（集配局：岡崎郵便局[11]）。

## 参考資料
- 「角川日本地名大辞典」編纂委員会 編『角川日本地名大辞典 23 愛知県』角川書店、1989年3月8日。ISBN 4-04-001230-5。
- 有限会社平凡社地方資料センター 編『日本歴史地名体系第23巻 愛知県の地名』平凡社、1981年。ISBN 4-582-49023-9。